# Maire de Bucarest
Le maire de Bucarest (en roumain : primarul Bucureștiului) est la personne élue qui dirige la municipalité de Bucarest, capitale de la Roumanie. Il est élu au suffrage universel pour un mandat de quatre ans.

## Liste
| Maire                        | Dates             | Dates             | Parti              | Remarque            |
| ---------------------------- | ----------------- | ----------------- | ------------------ | ------------------- |
| Barbu Vlădoianu              | 7 août 1864       | 14 octobre 1865   |                    |                     |
| Constantin I. Iliescu        | 15 octobre 1865   | mars 1866         |                    |                     |
| Dimitrie C. Brătianu         | mars 1866         | 28 février 1867   | PNL                |                     |
| Panait Costache              | 1er mars 1867     | novembre 1868     |                    |                     |
| Panait Iatropol              | novembre 1868     | mai 1869          |                    |                     |
| Gheorghe Grigore Cantacuzino | mai 1869          | 31 janvier 1870   | PC                 |                     |
| Eftimie Diamandescu          | 1er février 1870  | 30 septembre 1870 |                    |                     |
| Christian Tell               | 12 novembre 1870  | 1er janvier 1871  | PC                 |                     |
| C. A. Rosetti                | 1er janvier 1871  | mai 1871          | PNL                |                     |
| Scarlat Crețulescu           | 18 mai 1871       | 27 décembre 1872  |                    |                     |
| Barbu Vlădoianu              | décembre 1872     | 31 mai 1873       |                    |                     |
| N. C. Brăiloiu               | 1er juin 1873     | 30 septembre 1873 |                    |                     |
| George Manu                  | 4 octobre 1873    | 25 mars 1877      | PC                 |                     |
| C. A. Rosetti                | 2 avril 1877      | août 1877         | PNL                |                     |
| Procopie I. Dumitrescu       | août 1877         | novembre 1878     | PNL                | ajutor de primar    |
| Constantin Bosianu           | décembre 1878     | décembre 1878     | PNL                | intérim             |
| Dimitrie Cariagdi            | 21 décembre 1878  | 24 novembre 1883  | PNL                |                     |
| Michail Török                | 24 novembre 1883  | 30 janvier 1884   |                    |                     |
| Nicolae Fleva                | 31 janvier 1884   | avril 1886        | PC                 |                     |
| Grigore Cerchez              | avril 1886        | mai 1886          |                    | intérim             |
| N. Manolescu                 | juin 1886         | 31 juillet 1886   |                    |                     |
| Grigore Cerchez              | 1er août 1886     | 21 novembre 1886  |                    | intérim             |
| Ion I. Câmpineanu            | 21 novembre 1886  | avril 1888        | PNL                |                     |
| Pake Em. Protopopescu        | avril 1888        | décembre 1891     | PNL                |                     |
| Dimitrie Orbescu             | décembre 1891     | juin 1892         |                    |                     |
| Grigore Triandafil           | juin 1892         | 31 janvier 1893   | PC                 |                     |
| Nicolae Filipescu            | 9 février 1893    | 7 octobre 1895    | PC                 |                     |
| Petre S. Aurelian            | octobre 1895      | 31 décembre 1895  | PNL                |                     |
| Constantin F. Robescu        | 1er janvier 1896  | avril 1899        | PNL                |                     |
| Nicolae Filipescu            | avril 1899        | juin 1899         | PC                 |                     |
| Barbu Ștefănescu Delavrancea | juin 1899         | février 1901      |                    |                     |
| Emil Costinescu              | février 1901      | avril 1901        |                    |                     |
| Procopie I. Dumitrescu       | avril 1901        | novembre 1902     | PNL                |                     |
| Constantin F. Robescu        | novembre 1902     | décembre 1904     | PNL                |                     |
| Mihai G. Cantacuzino         | décembre 1904     | mars 1907         | PC                 |                     |
| C. Costescu Comăneanu        | avril 1907        | juin 1907         |                    |                     |
| Vintilă I. Brătianu          | juin 1907         | février 1910      | PNL                |                     |
| Procopie I. Dumitrescu       | février 1910      | janvier 1911      | PNL                |                     |
| Dimitrie Dobrescu            | janvier 1911      | octobre 1912      | PC                 |                     |
| Constantin I. Istrati        | octobre 1912      | mars 1913         | PC                 |                     |
| Grigore Gh. Cantacuzino,     | mars 1913         | décembre 1913     | PC                 |                     |
| Ion Gh. Saita                | janvier 1914      | mars 1914         | PNL                |                     |
| Emil Petrescu                | mars 1914         | novembre 1916     | PNL                |                     |
| Victor Verzea                | novembre 1916     | juin 1917         |                    |                     |
| Dem. Bragadiru               | juin 1917         | août 1917         |                    |                     |
| Ion Dobrovici                | août 1917         | novembre 1918     |                    |                     |
| Emil Petrescu                | novembre 1918     | décembre 1918     | PNL                |                     |
| Constantin Hălăuceanu        | décembre 1918     | septembre 1919    |                    |                     |
| Pandele Tarușanu             | octobre 1919      | janvier 1920      |                    |                     |
| Gheorghe Gheorghian          | janvier 1920      | février 1922      |                    |                     |
| Matei Gh. Corbescu           | février 1922      | décembre 1922     | PNL                |                     |
| Lucian Skupiewski            | février 1923      | avril 1923        |                    |                     |
| Ioan E. Costinescu           | avril 1923        | avril 1926        | PNL                |                     |
| Anibal Teodorescu            | avril 1926        | juillet 1927      |                    |                     |
| Ioan E. Costinescu           | juillet 1927      | novembre 1928     | PNL                |                     |
| Gheorghe Gheorghian          | décembre 1928     | janvier 1929      |                    | intérim             |
| Dem I. Dobrescu              | février 1929      | janvier 1934      | PNȚ                |                     |
| Alexandru Gh. Donescu        | mars 1934         | janvier 1938      |                    |                     |
| Constantin C. Brăiesku       | janvier 1938      | février 1938      |                    |                     |
| Iulian Peter                 | février 1938      | septembre 1938    |                    |                     |
| Victor Dombrovski            | septembre 1938    | septembre 1940    |                    |                     |
| Gheorghe I. Vântu            | septembre 1940    | février 1941      |                    |                     |
| Rodrig Modreanu              | février 1941      | décembre 1941     |                    |                     |
| Constantin Florescu          | décembre 1941     | octobre 1942      |                    |                     |
| Ioan Rășcanu                 | octobre 1942      | août 1944         |                    |                     |
| Victor Dombrovski            | août 1944         | juin 1948         |                    |                     |
| Nicolae Pârvulescu           | août 1948         | février 1949      |                    |                     |
| Nicolae Voiculescu           | février 1949      | décembre 1950     | PMR                |                     |
| Gheorghe Roman               | décembre 1950     | décembre 1951     | PMR                |                     |
| Anton Tatu Jianu             | janvier 1952      | juin 1952         | PMR                |                     |
| Jean Ilie                    | juillet 1952      | mars 1953         | PMR                |                     |
| Crăciun Blidaru              | avril 1953        | janvier 1954      | PMR                |                     |
| Gheorghe Vidrașcu            | janvier 1954      | février 1955      | PMR                |                     |
| Ștefan Bălan                 | mars 1955         | janvier 1956      | PMR                |                     |
| Anton Vlădoiu                | février 1956      | mars 1958         | PMR                |                     |
| Dumitru Diaconescu           | mars 1958         | avril 1962        | PMR                |                     |
| Ion Cosma                    | avril 1962        | février 1968      | PMR, PCR           |                     |
| Dumitru Popa                 | février 1968      | 24 avril 1972     | PCR                |                     |
| Gheorghe Cioară              | 24 avril 1972     | 19 juin 1976      | PCR                |                     |
| Ion Dincă                    | 19 juin 1976      | 1er février 1979  | PCR                |                     |
| Gheorghe Pană                | 1er février 1979  | 16 décembre 1986  | PCR                |                     |
| Constantin Olteanu           | 16 décembre 1986  | juin 1988         | PCR                |                     |
| Radu Constantin              | juin 1988         | 7 février 1989    | PCR                |                     |
| Barbu Petrescu               | 7 février 1989    | 22 décembre 1989  | PCR                |                     |
| Dan Predescu                 | 20 janvier 1990   | 23 juillet 1990   | FSN                |                     |
| Ștefan Ciurel                | 24 juillet 1990   | 16 novembre 1990  | FSN                |                     |
| Nicolae Viorel Oproiu        | 18 novembre 1990  | 2 septembre 1991  | FSN                |                     |
| Doru Viorel Pană             | 3 septembre 1991  | 23 février 1992   | FSN                |                     |
| Crin Halaicu                 | 23 février 1992   | 16 juin 1996      | PNL                |                     |
| Victor Ciorbea               | 16 juin 1996      | 12 décembre 1996  | PNȚCD              |                     |
| Viorel Lis                   | 16 janvier 1997   | 26 juin 2000      | PNȚCD, puis PNG-CD | intérim (1997-1998) |
| Traian Băsescu               | 26 juin 2000      | 21 décembre 2004  | PD                 |                     |
| Răzvan Gheorghe Murgeanu     | 23 décembre 2004  | 3 avril 2005      | PD                 | intérim             |
| Adriean Videanu              | 3 avril 2005      | 18 juin 2008      | PDL                |                     |
| Sorin Oprescu                | 18 juin 2008      | 15 septembre 2015 | Indépendant        |                     |
| Ștefănel Dan Marin           | 15 septembre 2015 | 24 novembre 2015. | UNPR               | intérim             |
| Ioan-Răzvan Sava             | 24 novembre 2015  | 23 juin 2016      | PNL                | intérim             |
| Gabriela Firea               | 23 juin 2016      | 29 octobre 2020   | PSD                |                     |
| Nicușor Dan                  | 29 octobre 2020   | 23 mai 2025       | USR                |                     |
| Stelian Bujduveanu           | 23 mai 2025       |                   |                    | intérim             |